# Kroatisch-Hongaarse Partij
De Kroatisch-Hongaarse Partij (Kroatisch: Hrvatsko-ugarska stranka) was een negentiende-eeuwse politieke partij in het Habsburgse Koninkrijk Kroatië en vervolgens het Koninkrijk Kroatië en Slavonië. De partij bepleitte hechtere banden tussen Kroatië en Hongarije.
Het was een van de slechts twee partijen die in zitting van de Kroatische Sabor van 1843 vertegenwoordigd waren. De partij hield tijdelijk op te bestaan in 1849, ten gevolge van de Hongaarse Revolutie van 1848. Toen ze in 1860 opnieuw werd opgericht, werd ze de Unionistische Partij (Kroatisch: Unionistička stranka) genoemd. De partij stond ook bekend onder de naam Nationale Grondwetpartij (Kroatisch: Narodna ustavna stranka).
Verschillende Hongaarse ministers van Kroatische Aangelegenheden en bans van Kroatië waren lid van de Kroatisch-Hongaarse Partij of de Unionistische Partij. In 1918 hield ze op te bestaan.